# Fronteira Irão–Turquia
A fronteira entre o Irão e a Turquia é uma linha de 499 km de extensão, sentido norte sul, que separa o extremo noroeste do Irão (Azerbaijão Ocidental) do leste da Turquia (Capadócia), em plena região do Curdistão. No norte se inicia na fronteira tripla Irão-Turquia-Azerbaijão, bem próxima ao Monte Ararate e segue para o sul até outra fronteira tripla, dos dois países com o Iraque.
A história dessa fronteira é marcada pelos acontecimentos desde o início do século XIX nos dois países. O Irão foi disputado pelos britânicos e russos até ser dividido entre as duas potências em 1908. Obtém sua independência em 1921. A Turquia foi a nação líder e a única que restou como herdeira do poder do antigo e poderoso Império Otomano, cujo fim foi causado pela derrota na Primeira Grande Guerra.